# Reinier Vinkeles

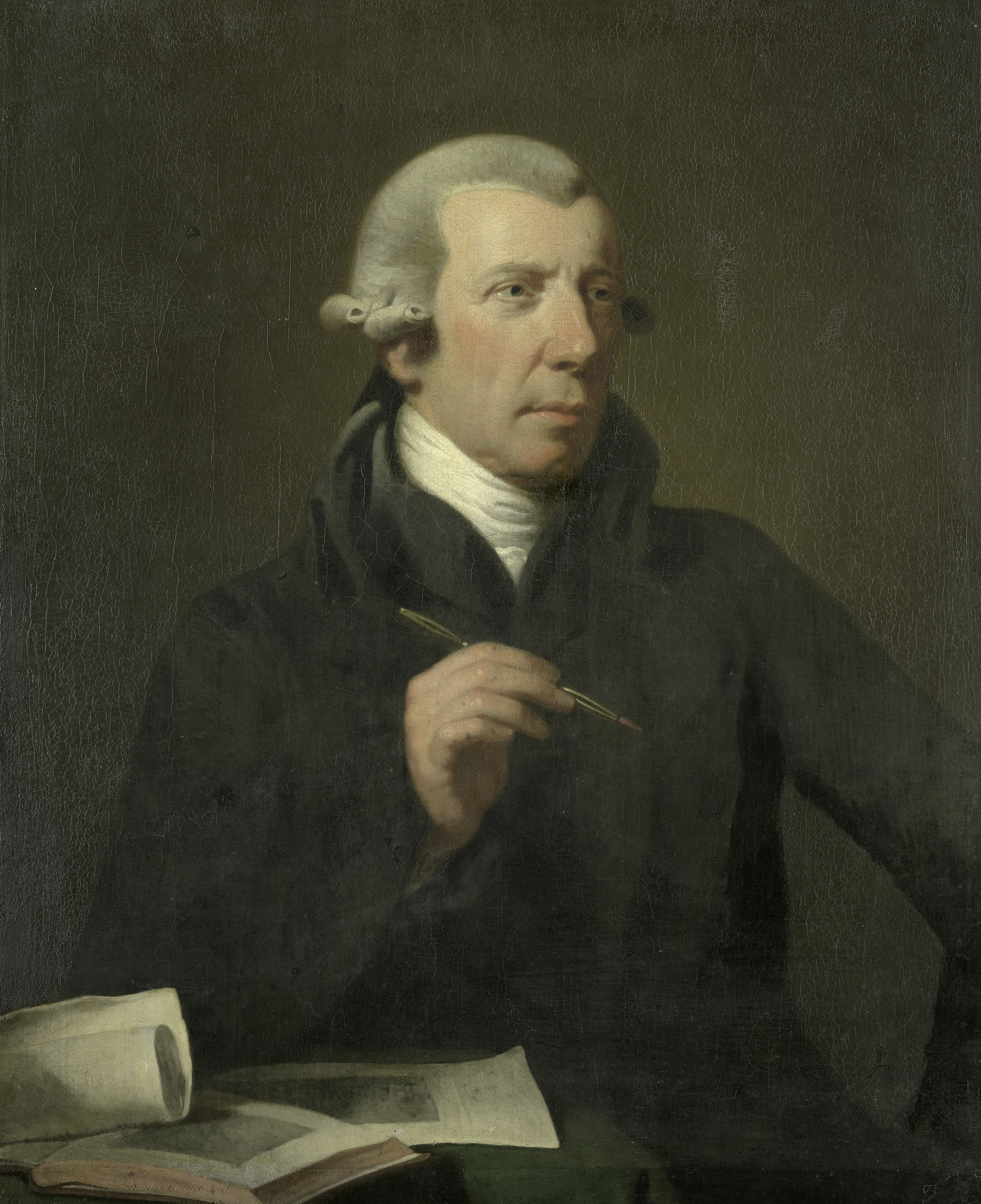
Reinier Vinkeles. Porträt von Charles Howard Hodges

Reinier Vinkeles (* 12. Januar 1741 in Amsterdam; † 30. Januar 1816 ebenda) war ein niederländischer Zeichner und Kupferstecher.
Vinkeles begann seine Lehre bei Jan Punt. 1762 ging er an die Amsterdamer Staatszeichenakademie, 1765 nach Brabant. 1770 zog Vinkeles nach Paris zu Jacques-Philippe Le Bas und den niederländischen Künstlern Hermanus Numan und Izaak de Wit. Nach einem Jahr kam er wieder zurück in die Heimat und begann in Amsterdam selbständig zu arbeiten. Er wurde später Direktor der Amsterdamer Zeichenakademie. Ein Angebot Katharinas der Großen, Direktor der Kunstakademie in St. Petersburg zu werden, schlug er aus.
Zu seinen Schülern zählten Jacob Ernst Marcus (1774–1826) und Daniël Vrijdag (1765–1822) sowie sein Bruder Hermanus Vinkeles und die Söhne Abraham und Johannes.
Seit 1808 war er Mitglied der Königlich Niederländischen Akademie der Wissenschaften.